# Jacob Christian Bendz
Jacob Christian Bendz, född 20 mars 1802 i Odense, död 12 september 1858 i Köpenhamn, var en dansk läkare. Han var bror till Carl Ludvig, Wilhelm Ferdinand och Henrik Carl Bang Bendz.
Efter att ha tagit kirurgisk examen med utmärkelse 1825 och efter att ha varit reservkirurg vid Det Kongelige Kirurgiske Akademi och Frederiks Hospital blev han militärläkare och avled som överläkare vid fotgardet. I fälttågen 1848–50 var han kårstabsläkare (översteläkare) vid hären, en befattning, som han knappast klarade av, till stor del beroende på den vid krigets början ytterst bristfälliga organisationen av allt, som angick härens läkarväsen. 
Den mot Bendz riktade kritiken är dock inte helt oberättigad. Han hade redan som ung invecklat sig i häftiga polemiker, men särskilt efter kriget ägde en våldsam litterär kamp rum mellan honom och en del andra läkare, däribland Michael Djørup, angående vad som kallades den militära eller den egyptiska ögonsjukdomen, som under kriget införts i Danmark. Bendz studerade denna sjukdom med stor iver, översatte en del utländska författares verk och skrev själv en mängd artiklar om sjukdomen, utan att lyckas få stöd i Danmark. Hans sista arbete, som han framlade på oftalmologkongressen i Bryssel 1857, gav honom europeisk berömmelse, genom att han i detta gav den första utförliga anatomiska beskrivningen av sjukdomen och föreslog dess vetenskapliga namn trakom.
Även i flera andra avhandlingar visade sig Bendz vara i besittning av en utmärkt iakttagelseförmåga. Att han inte fick det erkännande i Danmark, som han förtjänade, trots att han snabbt gjorde sig bemärkt praktisk kirurg, berodde delvis på hans gränslösa fåfänga och den stora häftighet, varmed han förde polemiken, delvis på att förespråkade alltför långtgående förhållningsregler, men även delvis på, att han hade i hög grad hänsynslösa motståndare och i att han avled kort därefter, att hans sista, och betydelsefulla, arbete utkommit.

## Utmärkelser
- Riddare av Dannebrogorden,  1846[2]
- Dannebrogsmännens hederstecken,  1848[2]

[Redigera Wikidata]